# Bonkoukou
Bonkoukou (auch: Bancoucou) ist ein Dorf und der Hauptort der Landgemeinde Imanan in Niger.

## Geographie
Das von einem traditionellen Ortsvorsteher (chef traditionnel) geleitete Dorf liegt im Tal Dallol Bosso auf einer Höhe von 215 m. Es befindet sich etwa 120 Kilometer nordöstlich der Hauptstadt Niamey. Zu den Siedlungen in der näheren Umgebung von Bonkoukou zählen Tassi Sofakoara im Nordwesten, Diguina im Nordosten und Egrou im Süden.
Bonkoukou ist der Hauptort der Landgemeinde Imanan, die zum Departement Filingué in der Region Tillabéri gehört. Durch das Dorf verläuft der 14. nördliche Breitengrad.
Die Siedlung wird zur Übergangszone zwischen Sahel und Sudan gerechnet. Sie ist Teil einer etwa 70.000 Hektar großen Important Bird Area, die unter der Bezeichnung Dallol Boboye den mittleren Abschnitt des Dallol Bosso vom Stadtzentrum von Filingué bis circa 15 Kilometer südlich von Balleyara umfasst.

## Geschichte

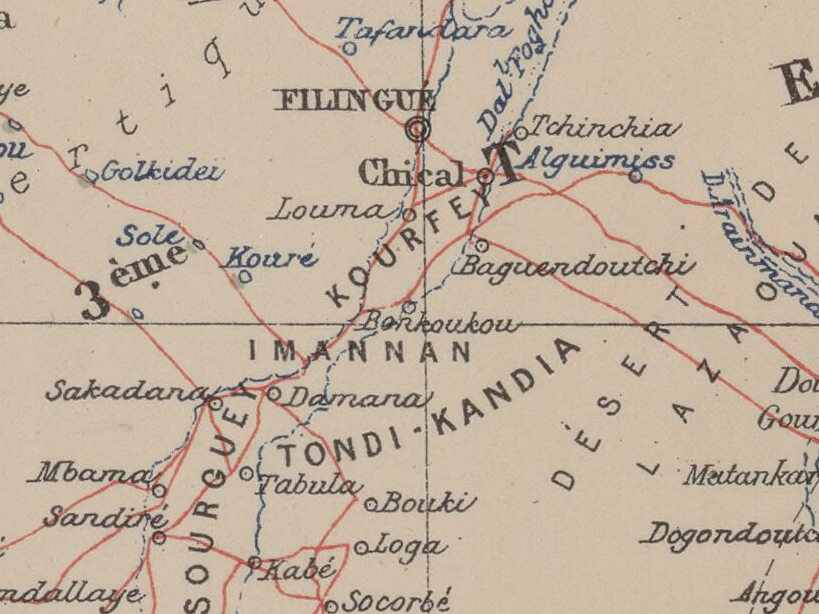
Ausschnitt einer Karte von 1903 mit Bonkoukou im Zentrum

Die 364 Kilometer lange Piste für Reiter zwischen Dogondoutchi und Niamey, die durch Bonkoukou führte, galt in den 1920er Jahren als einer der Hauptverkehrswege in der damaligen französischen Kolonie Niger. Im Dürrejahr 1984 nahm das Dorf Viehzüchter aus anderen Gegenden auf. Von 1998 bis 2003 wurden auf einer Fläche von 15 Hektar Gummiarabikumbäume (Acacia senegal) gepflanzt. Das Armed Conflict Location and Event Data Project erfasste für das erste Quartal 2024 in der Region Tillabéri insgesamt 122 gewaltsame Konfliktfälle mit 394 Toten und nannte Bonkoukou unter den betroffenen Orten.

## Bevölkerung
Bei der Volkszählung 2012 hatte Bonkoukou 4881 Einwohner, die in 756 Haushalten lebten. Bei der Volkszählung 2001 betrug die Einwohnerzahl 3992 in 526 Haushalten und bei der Volkszählung 1988 belief sich die Einwohnerzahl auf 5805 in 911 Haushalten.

## Kultur und Sehenswürdigkeiten
Eine Moschee wurde 1990 nach Plänen von M. Abdou erbaut, der drei Jahre zuvor bereits eine Moschee im Dorf Itchiguine entworfen hatte.

## Wirtschaft und Infrastruktur
Im Ort gibt es einen Wochenmarkt. Der Markttag ist Samstag. Neben dem Handel bilden vor allem der Anbau von Hirse, Augenbohnen und Kartoffeln sowie die Zucht von Schafen und Rindern die wirtschaftliche Grundlage der Bevölkerung. Das Trinkwasser weist gesundheitsgefährdend hohe Werte von Nitriten und Nitraten auf. Das staatliche Versorgungszentrum für landwirtschaftliche Betriebsmittel und Materialien (CAIMA) unterhält eine Verkaufsstelle im Ort. In Bonkoukou wird eine Niederschlagsmessstation betrieben.
Mit einem Centre de Santé Intégré (CSI) ist ein Gesundheitszentrum in Bonkoukou vorhanden. Der CEG Bonkoukou ist eine Schule der Sekundarstufe des Typs Collège d’Enseignement Général. Beim Centre de Formation aux Métiers de Bonkoukou (CFM Bonkoukou) handelt es sich um ein Berufsausbildungszentrum. In Bonkoukou befindet sich ein Stützpunkt des staatlichen agronomischen Forschungsinstituts Institut National de Recherches Agronomiques du Niger (INRAN).
Durch das Dorf verläuft die 868 Kilometer lange Nationalstraße 25 zwischen den Städten Niamey und Agadez. Die Straße ist in diesem Abschnitt asphaltiert. In Bonkoukou zweigt die 62,3 Kilometer lange Landstraße RR6-004 ab, die über Chikal führt und in Filingué wieder in Nationalstraße 25 einmündet.

## Persönlichkeiten
- Torda Haïnikoye (1942–2008), Offizier und Politiker